# Arbutus canariensis
Arbutus canariensis, connu en espagnol sous le nom de madroño canario, est une espèce d'arbustes ou d'arbres de la famille des éricacées. Elle est endémique des îles Canaries en Espagne, plus précisément de Tenerife, de La Gomera, de Grande Canarie, d'El Hierro et de La Palma. Elle est menacée par la perte de son habitat.